# Metralhadora Montigny
A metralhadora Montigny ou Montigny-Fafschamps (em francês: mitrailleuse Montigny) de fabricação belga, também chamada de metralhadora Christophe de Montigny, é anterior à metralhadora ou canon à balles Reffye, de fabricação francesa. Em ambos os casos, trata-se de armas de ferrolho que agrupam um certo número de canos fixos. O disparo de seus cartuchos de percussão central é operado por uma manivela independente. Desenvolvido pelo armeiro belga Joseph Montigny em 1863, a metralhadora Montigny foi baseada em um protótipo de 1851 de Toussaint-Henry-Joseph Fafchamps. O canon à balles ("canhão de balas") de Reffye foi um pouco mais tarde uma adaptação da metralhadora Montigny.

## Princípio de operação

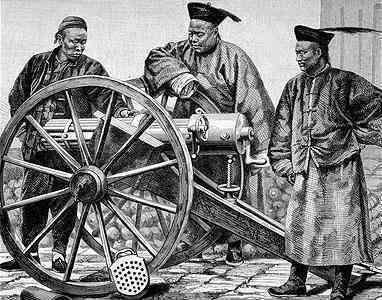
Oficiais do exército do Império Qing estudando uma metralhadora Montigny durante o período do Movimento de Auto-Fortalecimento.

O objetivo da arma era substituir as cápsulas de metralha ou obuses de balas disparados pelos canhões da época. O alcance útil deles tornou-se menor do que o dos fuzis de infantaria raiados disparando a nova bala Minié, que existia desde o início da década de 1850.
A metralhadora Montigny, encomendada em 1863 pela Bélgica, é composta por trinta e sete canos de aço unidos em um núcleo de bronze. Os trinta e sete canhões de calibre 11mm são raiados. O carregamento é realizado graças a uma placa removível. Esta placa contém 37 cartuchos de 11mm, com percussão central, que são aproximadamente duas vezes mais potentes que os cartuchos do fuzil Chassepot usado pela infantaria francesa. Eles são disparados individualmente na cadência desejada, operando uma alavanca de manivela localizada à direita da culatra. Assim, é possível disparar tiro a tiro, em rajadas curtas ou longas, na cadência máxima de aproximadamente 100 tiros por minuto. A metralhadora francesa Reffye ou "canon à balles" disparava uma munição de 13mm mais potente, com percussão central, que foi carregada em blocos removíveis de 25 cartuchos em vez dos 37 cartuchos para a metralhadora Montigny.
Ao contrário da metralhadora Gatling, a metralhadora Montigny (1863) e a metralhadora Reffye (1866) não tiveram descendentes e seu princípio agora está totalmente abandonado.

## Emprego durante a Guerra Franco-Prussiana de 1870
A metralhadora Reffye ou "canhão de balas" foi adotada pelo exército francês em 1866 a pedido de Napoleão III, que desejava preencher a lacuna entre o alcance máximo dos cápsulas de metralha (500m) e o alcance mínimo dos obuses de balas, as duas principais munições utilizadas pela artilharia contra a infantaria. Destinada à artilharia, que a utilizava como um canhão, esta modificação da metralhadora Montigny ficou conhecida na França pelo nome do principal promotor que ficou responsável por sua fabricação, o comandante Jean-Baptiste Verchère de Reffye.
Em agosto de 1870, o exército francês tinha 190 canhões de balas, incluindo 168 atribuídos ao Exército do Reno, em 28 baterias. Um por divisão que com as duas baterias de 4 formavam a artilharia divisional. Eles são usados extensivamente em baterias de 6 peças atribuídas à artilharia, que os utiliza contra baterias inimigas. Estas retaliaram concentrando seu fogo nas baterias de canhões de balas, os reduzindo rapidamente ao silêncio. Esta utilização inadequada, nomeadamente nas batalhas de Wissembourg (4 de agosto) e Spicheren (6 de agosto) limita a sua eficácia. No entanto, tem um efeito sobre os soldados alemães: além do efeito psicológico, teve alguns sucessos espetaculares em Frœschwiller (6 de agosto), Borny (14 de agosto) em Rezonville (16 de agosto), e especialmente durante a Batalha de Gravelotte-Saint-Privat em 18 de agosto. Mas, por falta de uma doutrina de emprego adaptada e de um treinamento suficiente dos artilheiros, esta nova arma vê-se superada pela artilharia de campanha alemã.
O estado-maior alemão temia muito esta arma, e teve doze baterias completas entregues aos prussianos por Bazaine, antes de vendê-las para a Bélgica, que as revendeu para a França em 1876.
No campo oposto, apenas o exército bávaro usará sem muito sucesso uma arma de repetição muito rústica conhecida como metralhadora Feldl.
Muitas dessas metralhadoras seriam passadas para a Suíça em fevereiro de 1871, durante o internamento do Exército do Leste.